# 景美福興宮

景美福興宮，又名十五分福興宮，位於台灣台北市文山區福興路，主祀福德正神，配祀觀世音菩薩、地藏王菩薩、蘇府千歲、文昌帝君、中壇元帥、天上聖母、濟公禪師、文財神、關聖帝君等神明之廟宇，始建於1859年，是十五分地區最早的宮廟，也是景美地區的土地公信仰中心。景美福興宮的慶典包括農曆正月初二之土地公生、八月二十一日的重建廟慶日與十月十五日的下元節。

## 歷史

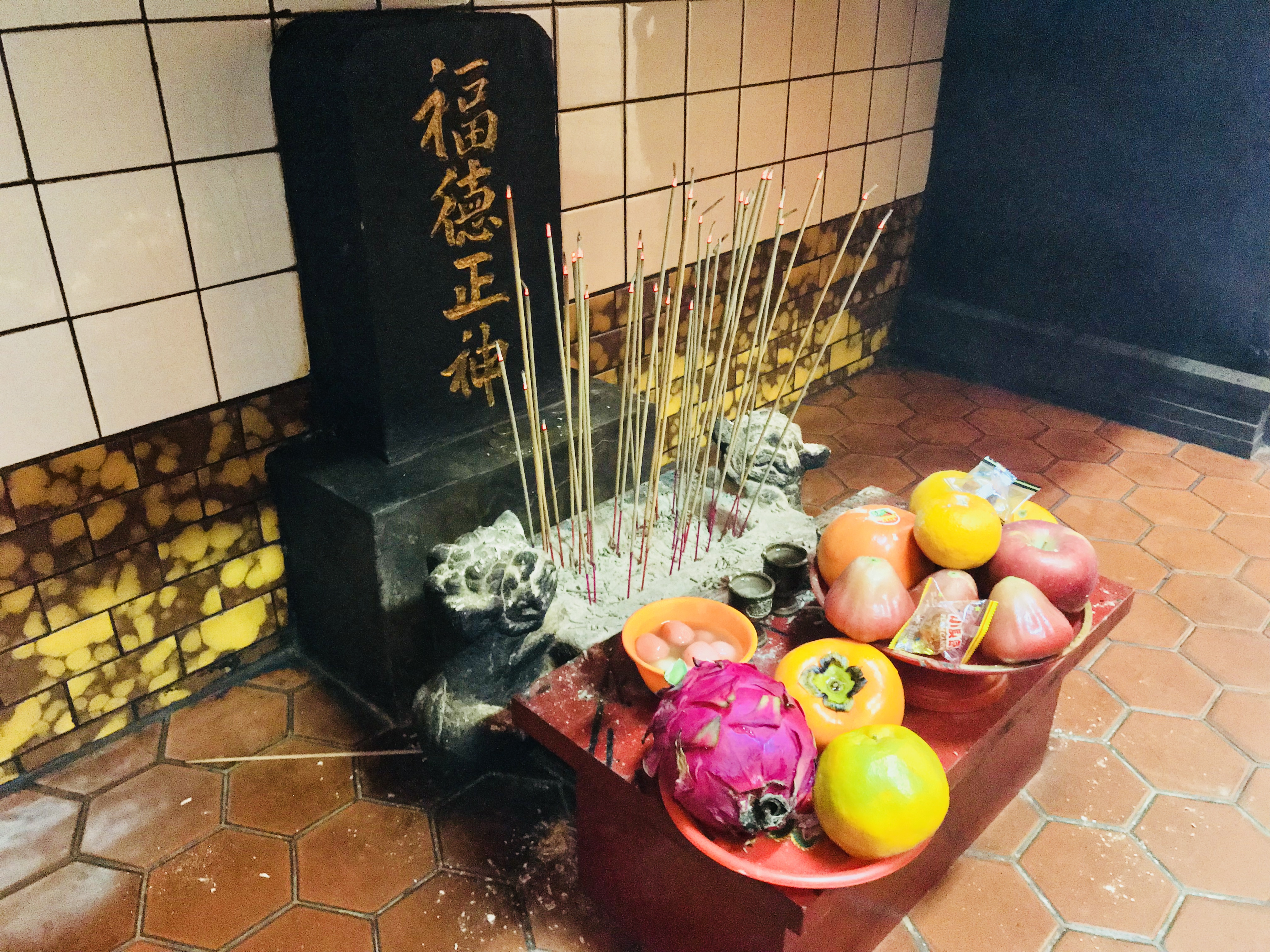
原有的福德正神石碑

清朝乾隆年間，福建泉州安溪縣人蘇興存等十姓共十二人來到此地開墾，將此地分為十五股，而稱為十五分庄。1859年（咸豐九年），初來此地開墾的先民生活困苦，只能先以六塊石板搭建一間小土地公廟，成為十五分庄的第一座宮廟，並發展成當地居民的信仰中心。當時刻有「福德正神」四字的石碑現仍存於神像下方。1916年（大正5年），於台北州文山郡深坑庄興福四九七番地的現址以紅磚建立土地公廟。1950年（民國39年）地方士紳開始集資擴建景美福興宮，廟前增設簡易戲台與集會場所供當地居民使用，1975年（民國64年）隨著地方繁榮興盛，居民經濟能力好轉之後，本宮開始以鋼筋水泥重建，並於兩年後（1977年）完工，從此將每年農曆8月21日定為重建廟慶日。
景美福興宮後方的山坡稱為「土地公坡」，原本為死路，現已開通巷道以方便居民進出。宮廟右側的廂房在1950年代曾用作興德國小（當時為景美國小興德分校）的教室。

## 現況
景美福興宮是今日臺北市少見廟體、拜亭、廟埕與戲台皆完整保存的廟宇，其中戲台正面福祿壽喜四仙的彩繪，以及正殿的門神彩繪為畫師許連成的作品。2015年11月，臺北市政府公告登錄景美福興宮為寺廟類的歷史建築。
景美福興宮現由管理委員會負責管理，每年均向當地國中、國小清寒的學生發放獎助學金。中華民國前總統馬英九為附近居民，曾在除夕於本宮向當地民眾發放紅包、春聯祈福。
因應環保，景美福興宮現設有環保金爐集中焚燒金紙。

## 圖集

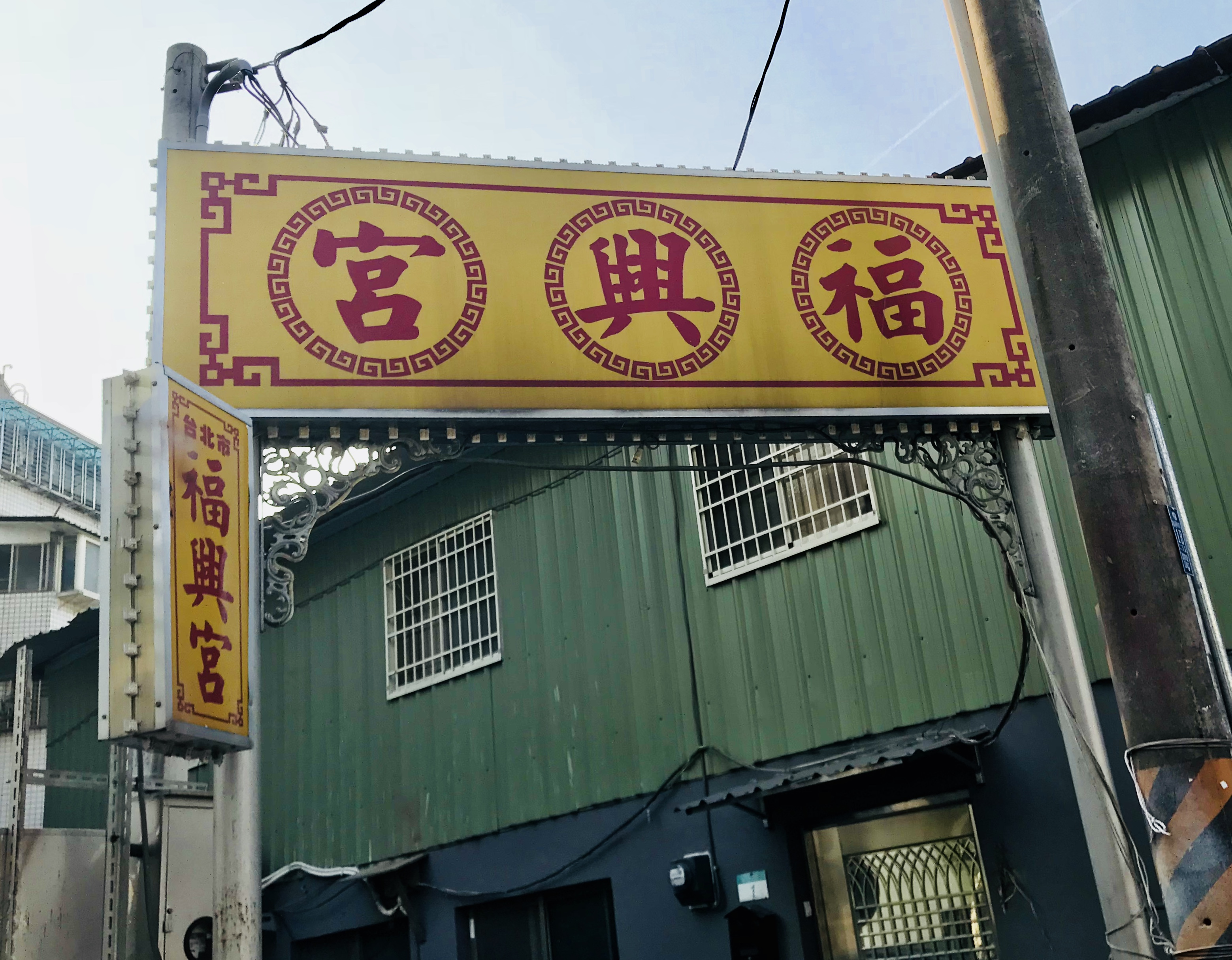
入口招牌
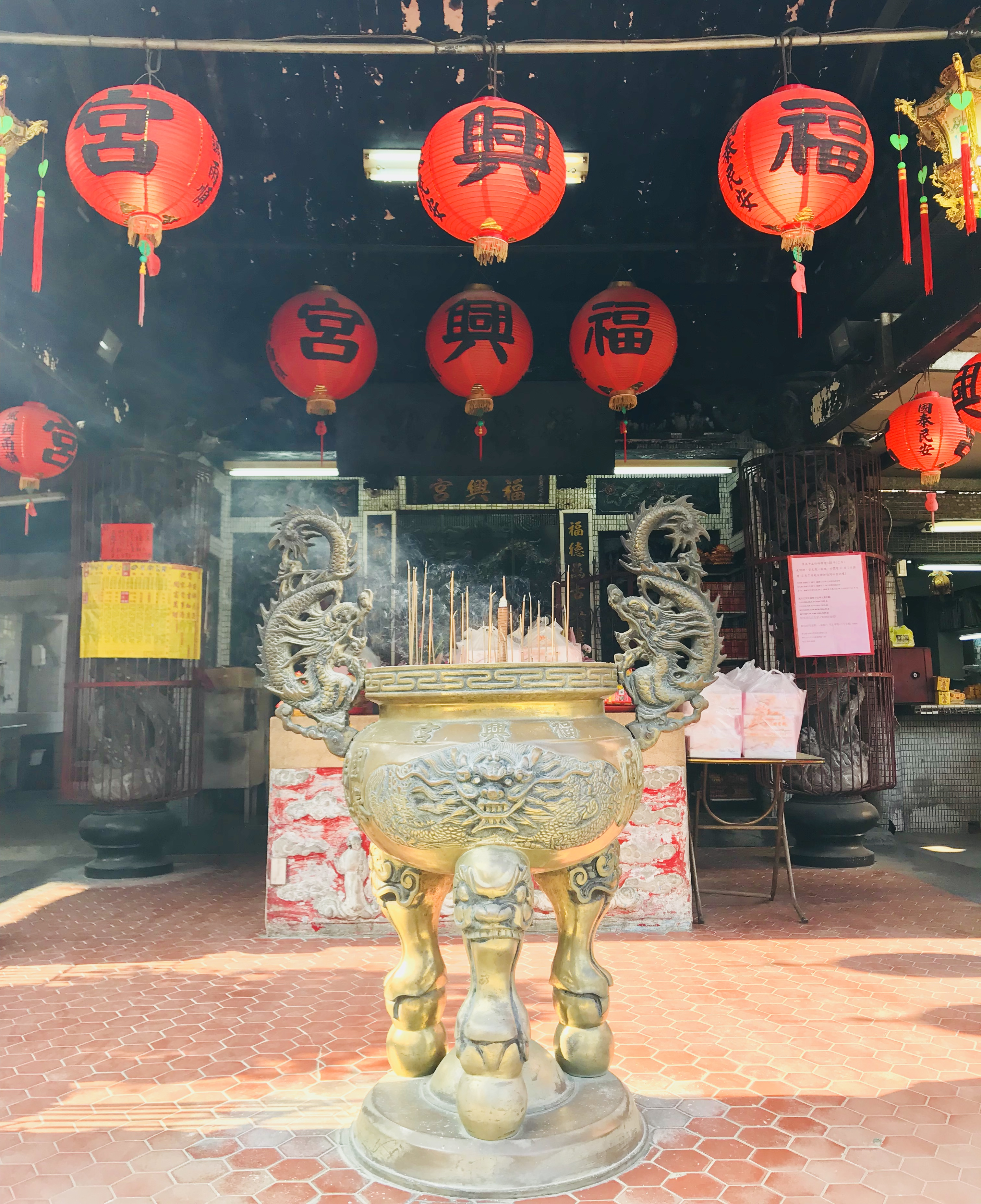
香爐
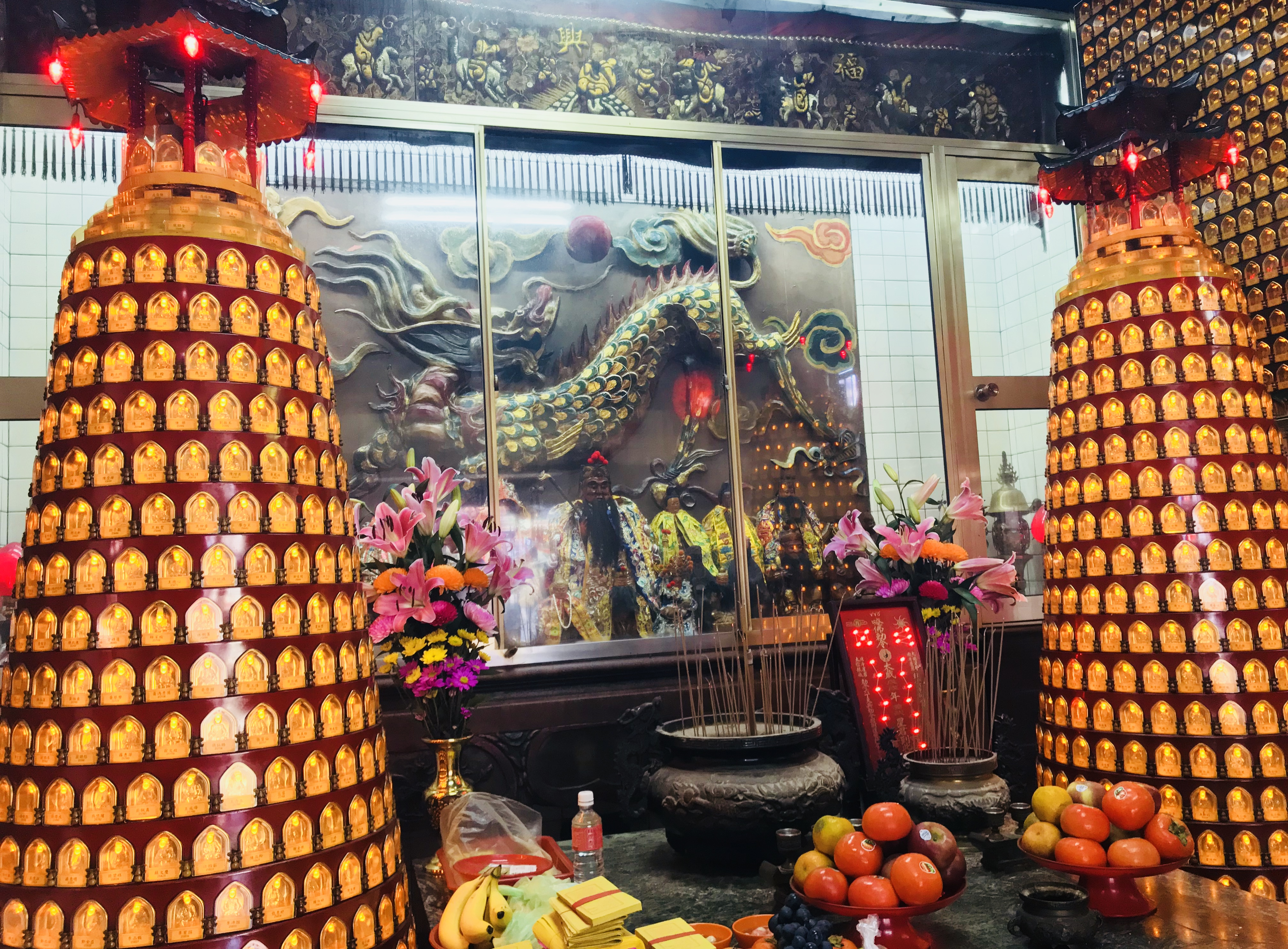
正殿
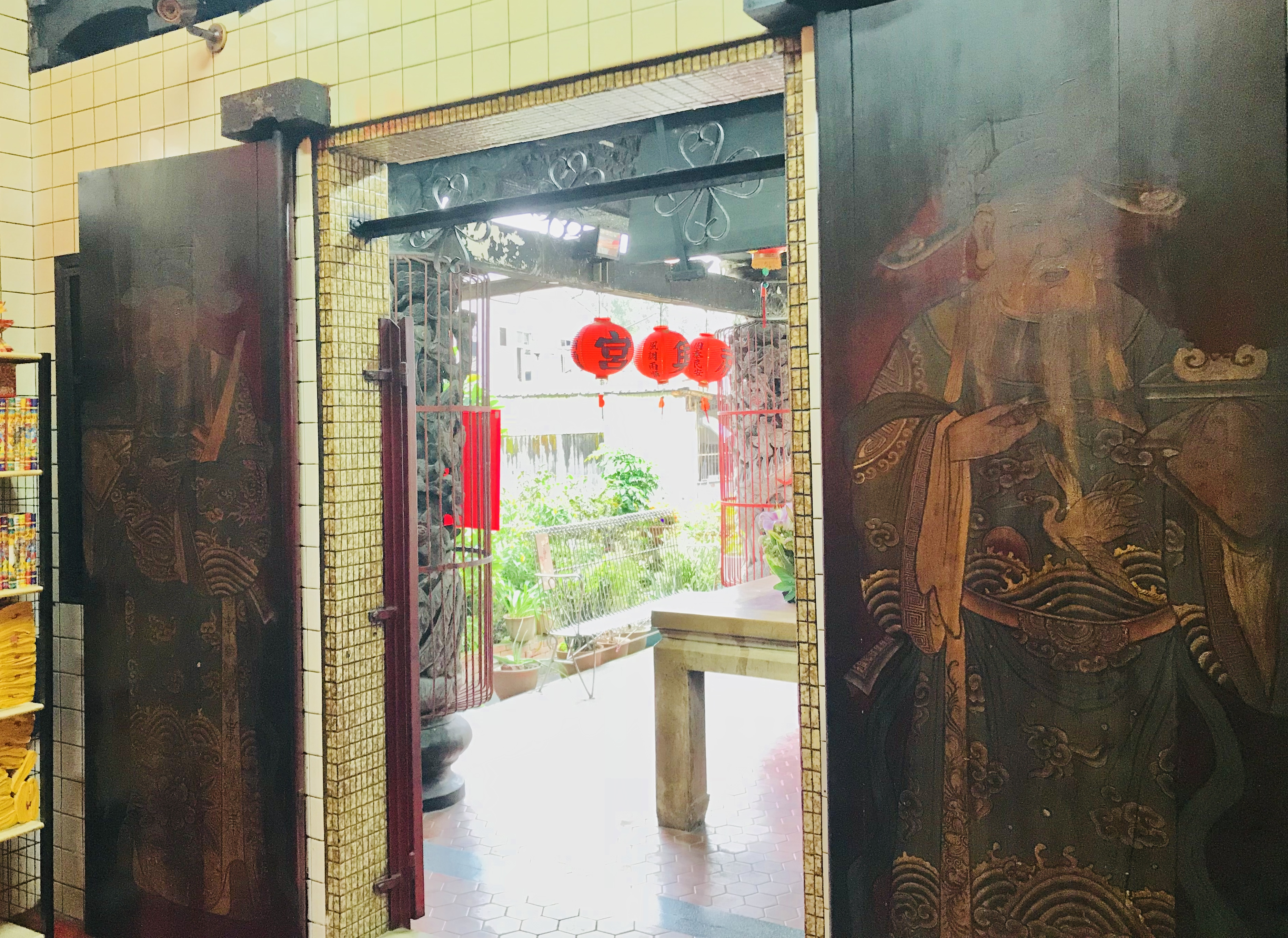
正殿門神
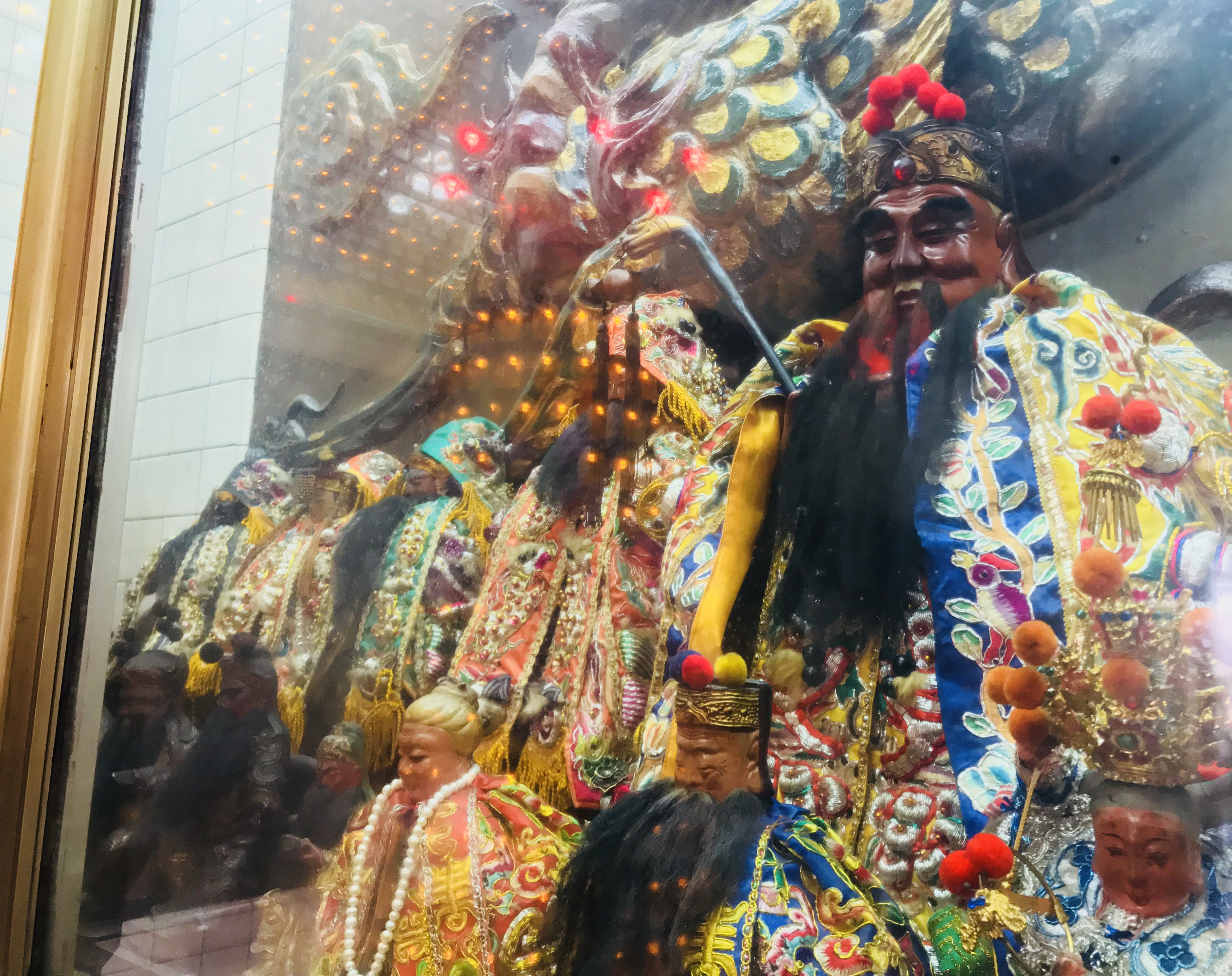
土地公神像
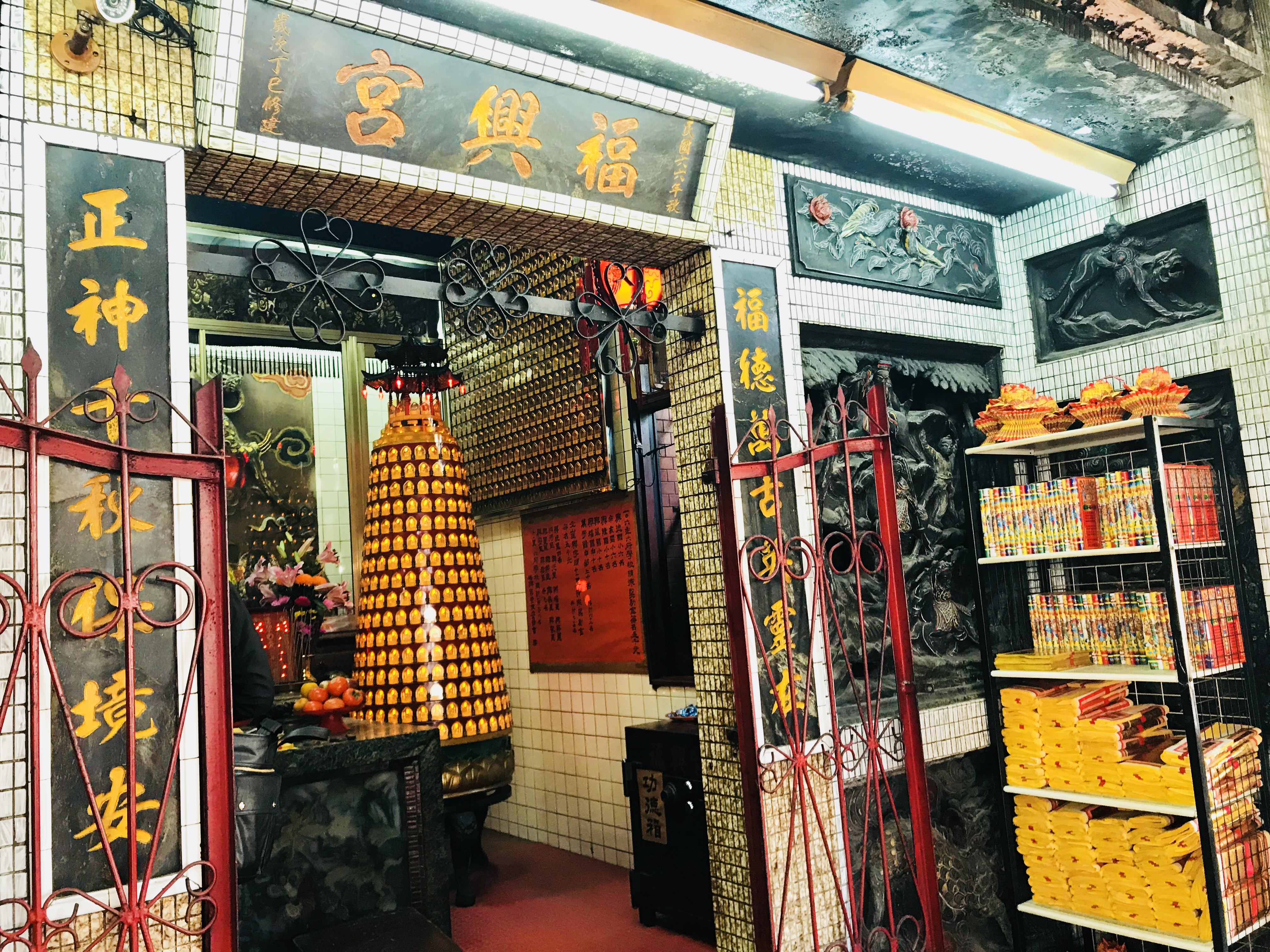
殿門
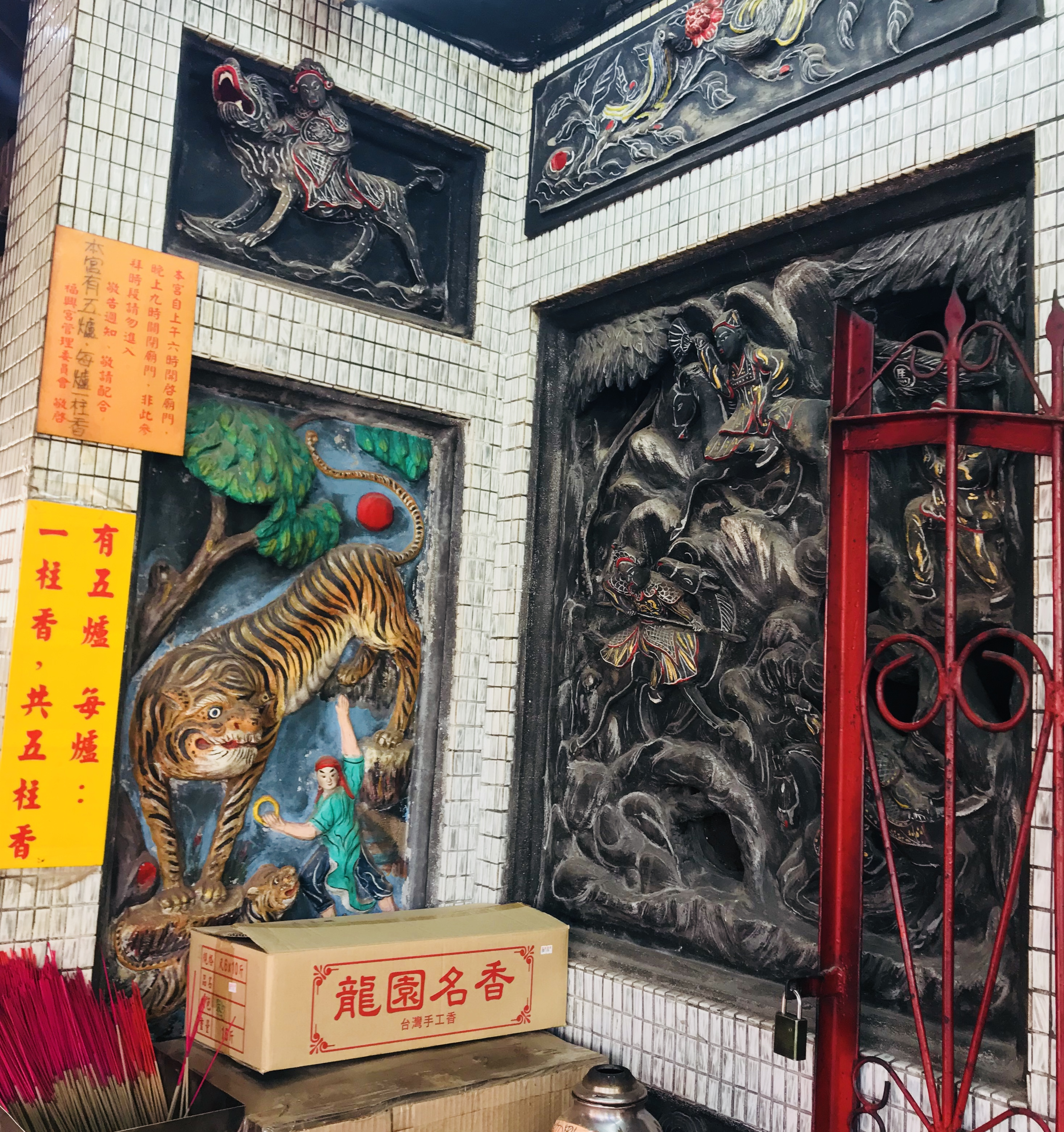
壁雕
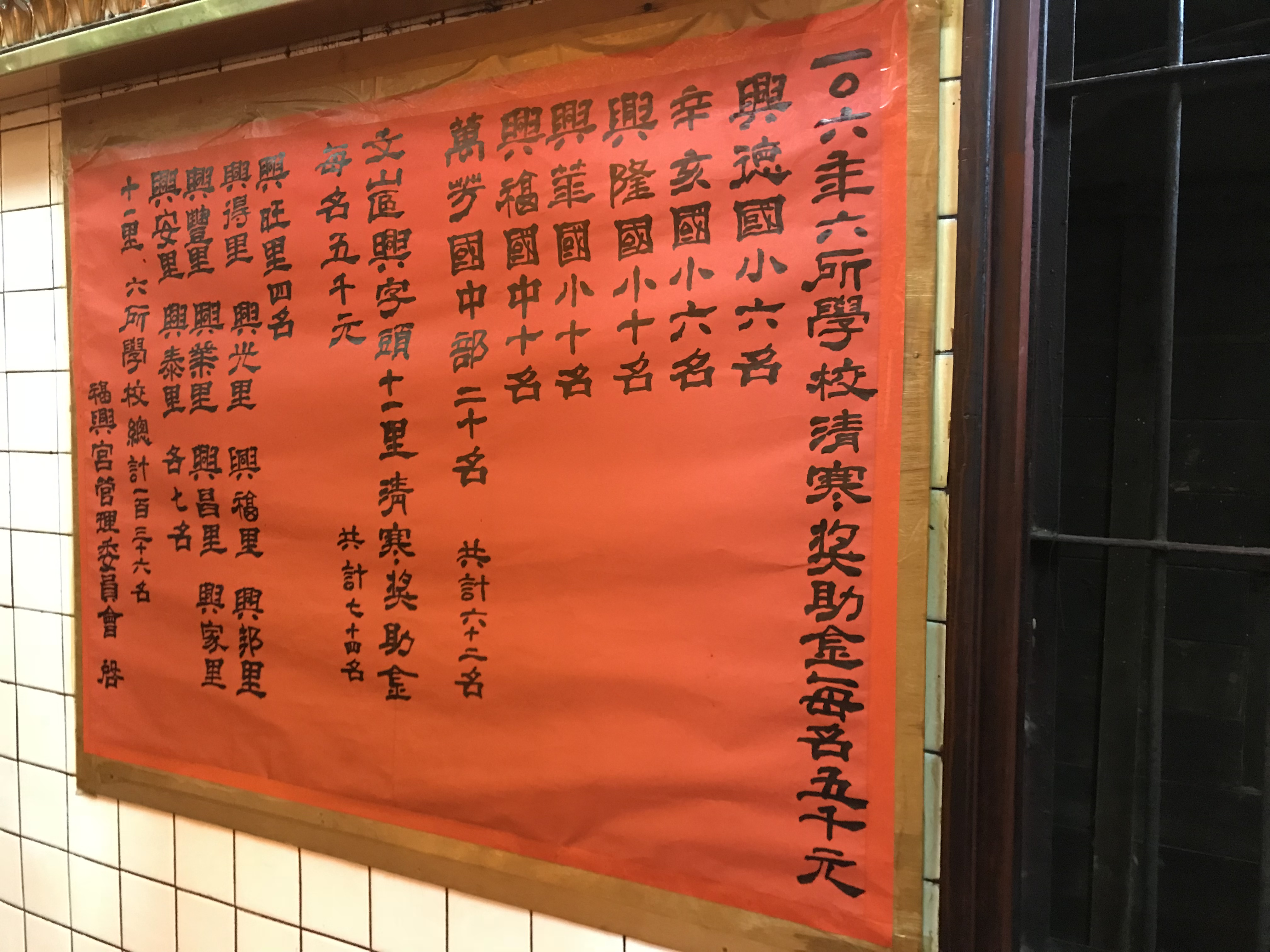
獎助學金
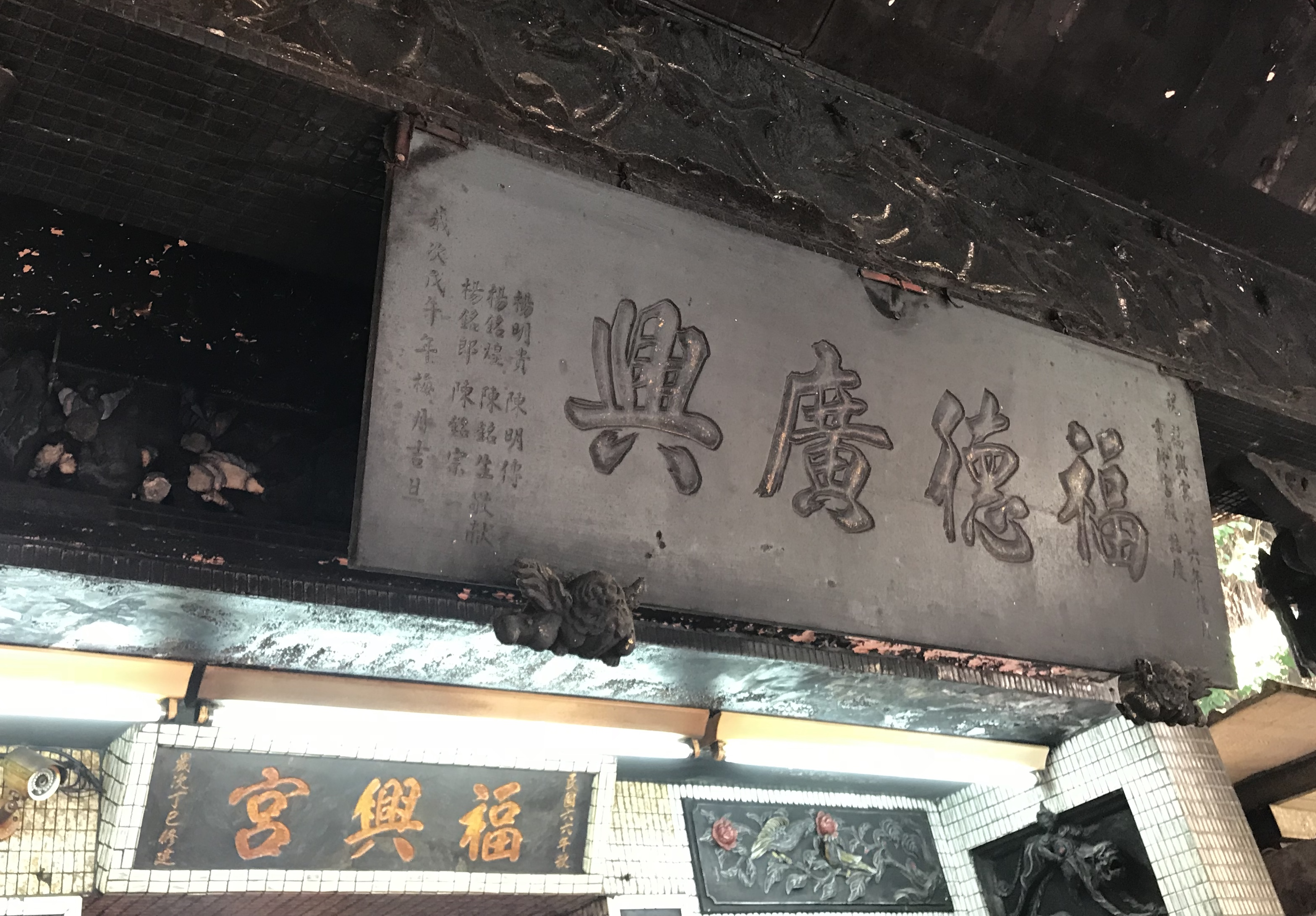
匾額
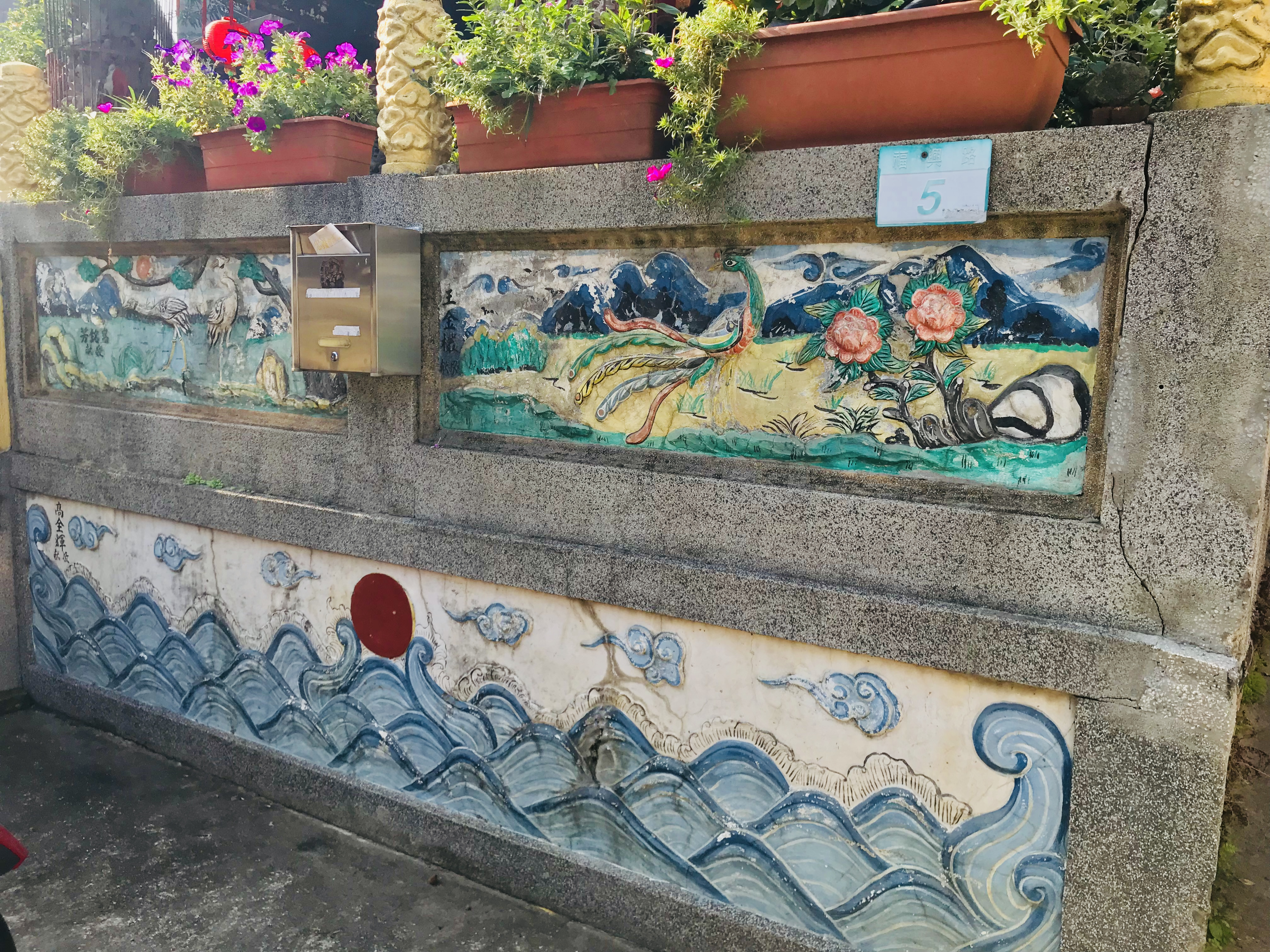
周圍壁畫
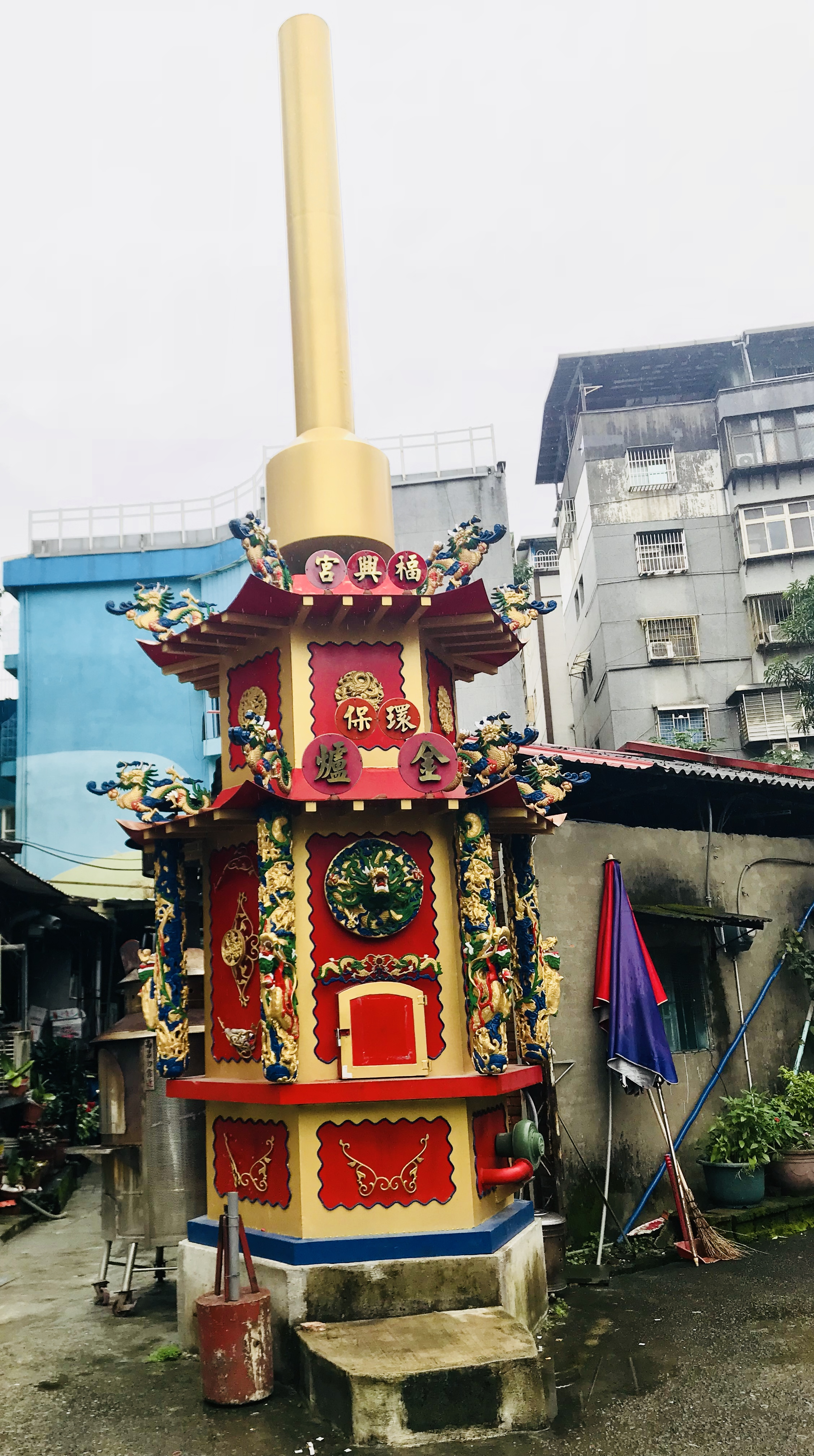
環保金爐
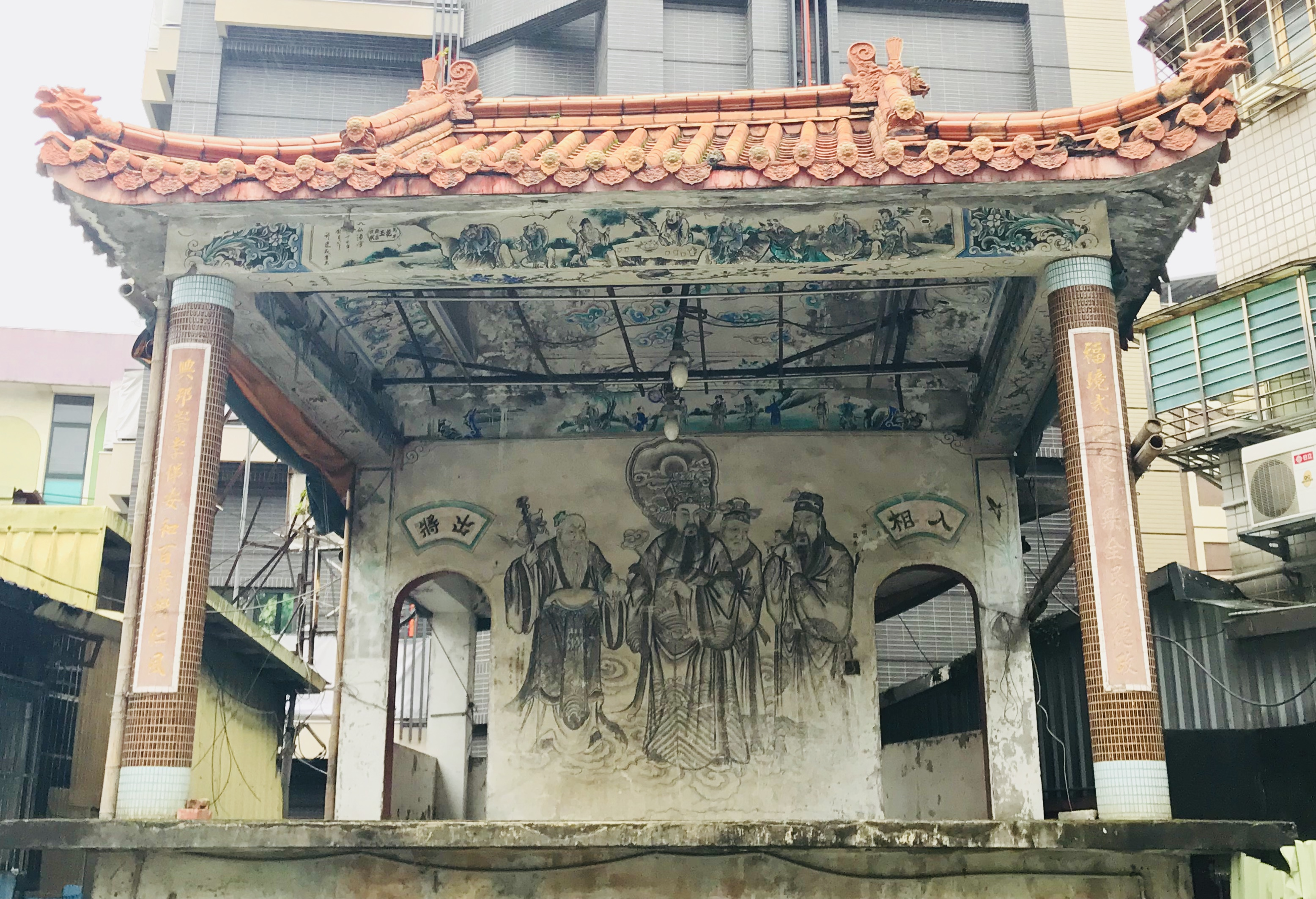
廟前戲台
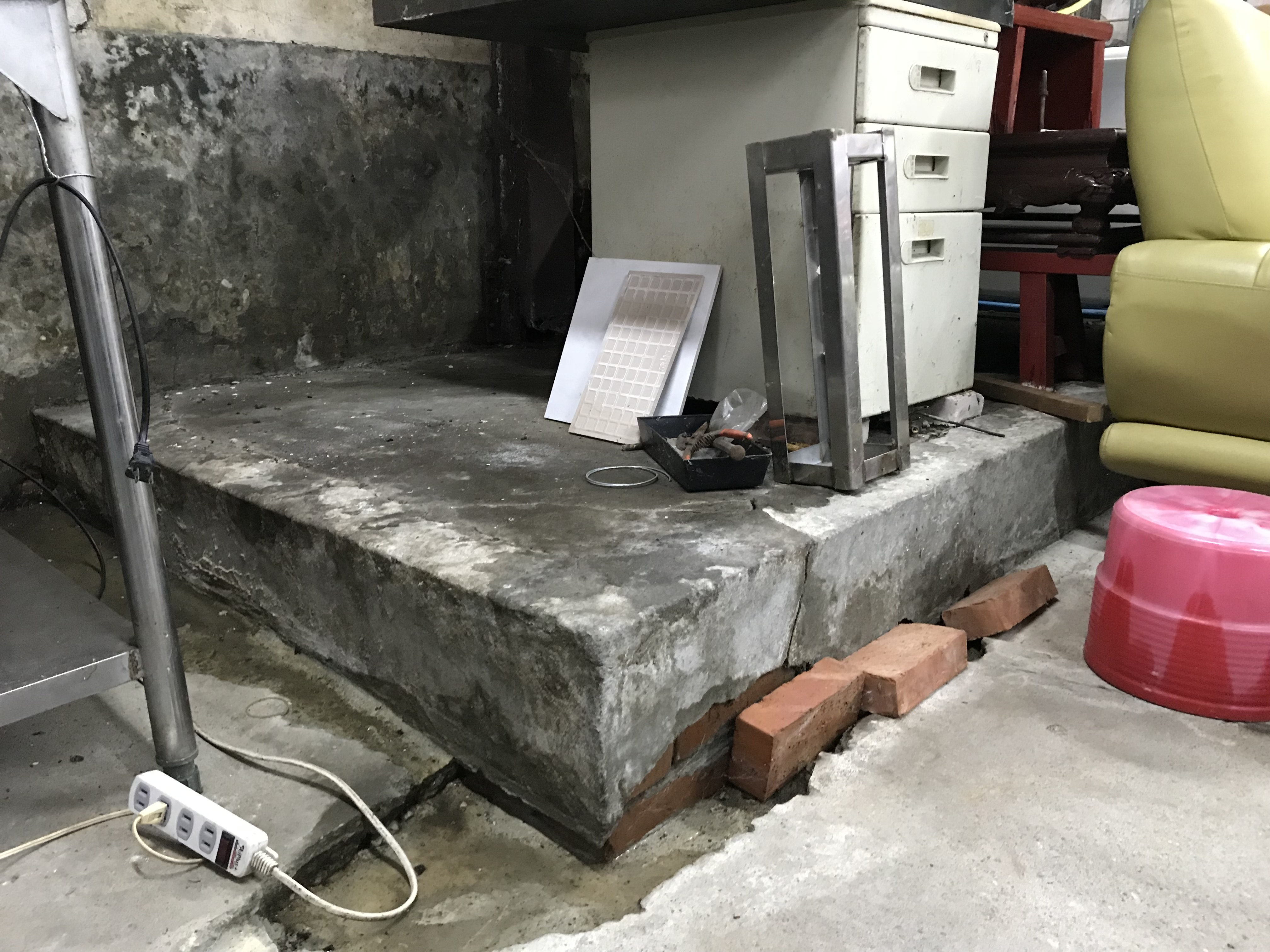
福興宮管委會的房屋曾借予興德國小用作教室，原先舊建物內仍有當時講台，舊建物已被整棟完全拆除翻新，主要做為管委會辦公室行政用途。

## 外部連結
- 福興宮—文化部文化資產局 （页面存档备份，存于）